# Movimiento del potencial humano
El movimiento del potencial humano (MPH o HPM por sus siglas en inglés que corresponden a Human Potential Movement) nació en el seno de las contraculturas en Estados Unidos, en los años sesenta, y se funda en torno a la idea de que los recursos psicológicos y espirituales, de los estados superiores de consciencia o los que se presentan en experiencias trascendentes, son poco o nada explotados por los seres humanos. O sea, son múltiples las interacciones entre cuerpo y espíritu, y los individuos por lo general prestan poca atención a ellas, por lo que se desaprovecha este potencial. Entonces y a través de este desarrollo, la vida individual podría enriquecerse notablemente, al lograr que las personas sean más creativas y felices, al lograr ellas una mejor calidad de vida, y al promoverse cambios sociales positivos en base al mejoramiento de las interrelaciones humanas. El Instituto Esalen así como diversos métodos de psicoterapia fueron creados en esta época, aunque debe reconocerse que el pragmatismo y empirismo de estas experiencias, las han hecho blanco de muchas críticas.

## Historia
El movimiento del potencial humano surgió del ambiente social e intelectual del decenio de 1960 y se formó alrededor del concepto del cultivo del extraordinario potencial que sus promotores creían que yacía desaprovechado en el interior de la mayor parte de las personas. 
Como corolario, aquellos que comienzan a desatar este supuesto potencial, a menudo se encuentran dirigiendo sus acciones dentro de la sociedad ayudando a otros a desatar ese potencial. Los que se adhieren a esta concepción afirman que el efecto neto de los individuos que cultivan su potencial traerá un cambio social positivo generalizado y que tiene que ver con la espiritualidad.

## Orígenes y relaciones con otros campos
El movimiento tiene sus raíces conceptuales en el existencialismo y en el humanismo. Su surgimiento está vinculado a la psicología humanista o "tercera fuerza" como sus defensores lo conocen. Algunos autores consideran el MPH un nombre alternativo para la psicología humanista, mientras que otros lo vinculan al fenómeno llamado Nueva Era.
Se ha atribuido el nombre de "movimiento del potencial humano" a George Leonard, coautor de varios libros junto con Michael Murphy, cofundador del Instituto Esalen.
El potencial humano tiene como premisa conocer la mente —que es más que el cerebro—, entender el consciente y el subconsciente, las facultades intelectuales (razón, imaginación, intuición, percepción, voluntad y memoria), saber cómo se da el proceso creativo con pensamientos positivos, sentimientos positivos y acciones positivas y, por ende, se obtienen resultados positivos.